# António Fortes
António José Fortes Marques Correia (Fagilde, 9 de julho de 1941) é um escritor e publicista português.

## Biografia
António Fortes ( António José Fortes Marques Correia ) nasceu em 1941, na aldeia de Fagilde,
Concelho de Mangualde.
Estudou no Porto, onde vive, no Liceu Nacional D. Manuel II, Colégio João de Deus e Faculdade de
Economia da Universidade do Porto.
Desde cedo publicou artigos e poemas no Jornal Renascimento de Mangualde.
Foi Oficial Miliciano na Guiné, duante dois anos e colaborou com o Jornal de Bissau " O Arauto".
Regressado à Metrópole, escreve para o Jornal Diário do Norte e publica, em 1966, o livro de Poemas 
"Barco Vazio" com prefácio do Poeta Pedro Homem de Mello.
Em 1968 publica a Revista ,bilingue em português e inglês, "The Portuguese Exporter".
Dedica-se à promoção internacional do Turismo Português organizando exposições:
Estados Unidos da América do Norte, Alemanha, Holanda, Bélgica, França e Espanha, durante vários anos.
Foi proprietário e Director dos Jornais - Jornal Notícias do Eixo Atlântico ( em Português e Espanhol ),
Andante News Porto (o primeiro jornal gratuito na cidade do Porto), Voz da Maia e Directo Express.
Colaborou com os Jornais "O Primeiro de Janeiro", "Comércio do Porto" e "Diário de Viseu".
Publica livros de poemas: Rio da Vida, Utopias e Realidades, Pérolas do Nada.
De contos e histórias: Doze Contos Tristes, Uma História Real, A História do Lobo Lobão e outros.
Em 2019 publica o livro " A Tia Izilda" e em 2020 é Editor e Coordenador do livro " Liquidação de uma Dinastia " de
Maximiano de Aragão, seu parente directo.
Mantém colaboração regular no jornal "Diário de Viseu" (semanal) e quinzenal no "Renascimento de
Mangualde.
Tem em preparação vários livros que sairão oportunamente.

## Obras
- Barco Vazio 1996
- Rio da Vida
- Utopias e Realidades
- Pérolas do Nada
- Doze Contos Tristes
- Uma História do Lobo Lobão
- Uma História Real
- A Tia Zilda
- Liquidacão de uma Dinastia
- O Tareco e o Glu Glu (Conto)
- As Diabruras da Joaninha (Conto)
- Restaurante " O Cortiço"  50 anos (Memórias)
- Crónicas publicadas em 2018 e 2019 nos Jornais Diário de Viseu e Renascimento de Mangualde
- Príncipes da Beira (Poemas)
- Aventura dos manos (Conto)